# Milla

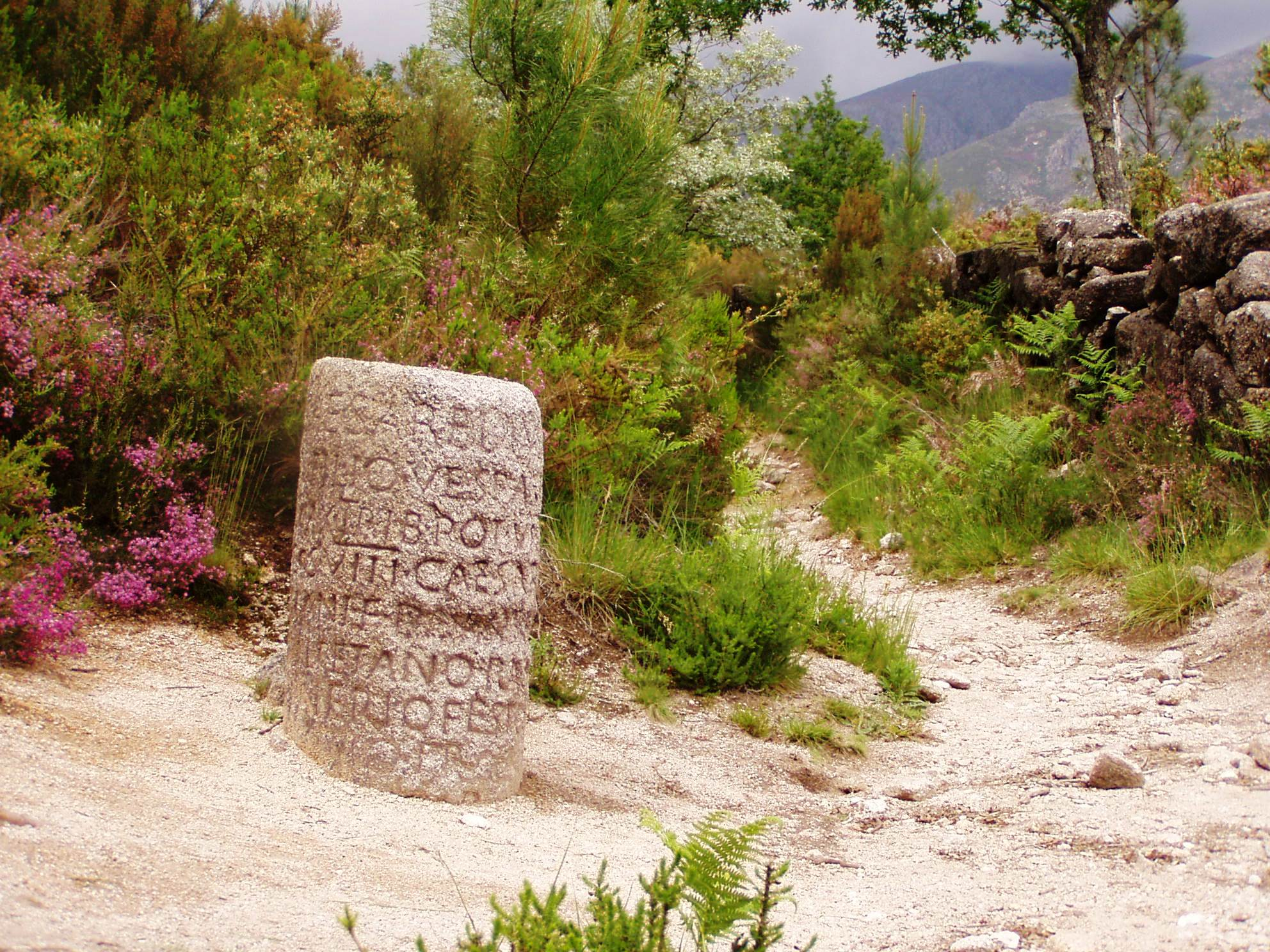
Cada dos mil pasos, los ejércitos romanos clavaban un palo para marcar la distancia, y esto lo hacían para mostrar a los que pasaran por allí en qué punto se encontraban; podría ser a cuatro millas de un pueblo. Estos luego se cambiaban por hitos, dispuestos por todas las vías romanas y que tenían escrita la distancia desde ese punto hasta el Miliario de oro en el centro de Roma. En la foto, el hito XXIX de la Vía XVIII, que conectaba Bracara Augusta a Asturica Augusta.

La milla es una antigua unidad de longitud que se ha utilizado en numerosos países a partir de la milla romana, que equivalía a dos mil pasos (midiendo cada paso cinco pies romanos). Tiempo después de que la mayoría de países adoptaran el sistema métrico decimal, Reino Unido y Estados Unidos seguían manteniendo el sistema anglosajón de unidades que incluía la milla entre sus unidades. Aún se sigue utilizando en Estados Unidos con un valor de 1609,344 m. En Reino Unido se usa solo como referencia, por ejemplo las velocidades de las carreteras se establecen en millas por hora.
La milla romana medía unos 1481 m, y por tanto, un paso simple era de unos 74 cm. Como herencia romana (antes de establecerse el sistema métrico), la milla fue una de las principales medidas de longitud en el mundo occidental (si bien su longitud difería de un país a otro). Con la introducción del sistema métrico, los países latinos y otros muchos comenzaron a usar el metro y sus múltiplos para medir las distancias terrestres, y actualmente se utiliza en todo el mundo, excepto en los países anglosajones y los de su ámbito de influencia, donde todavía utilizan la milla (aunque oficialmente ya está implantado el Sistema Internacional de Unidades).
Aunque se utilizan varias abreviaturas para su símbolo (mi, ml, m, M), en los Estados Unidos el Instituto Nacional de Estándares y Tecnología recomienda el uso de mi, aunque en el uso común para otras unidades que la usan, al menos en México, Estados Unidos y Reino Unido, se abrevia como m en lugar de mi; como por ejemplo en millas por hora (mph en lugar de mi/h).

## Milla inglesa
Llamada simplemente milla, o más precisamente milla estatutaria, se sigue usando en los países anglosajones y equivale exactamente a 1609,344 metros ({\displaystyle {\tfrac {25146}{15625}}} km, expresado en fracción). En inglés se llama Statute Mile. En los países que utilizan el sistema métrico, la milla aparece normalmente en la escala de los mapas a fin de que estos puedan ser estudiados también por los anglosajones. De la misma forma, los países anglosajones van incorporando paulatinamente el kilómetro como dato adicional en su cartografía. 

### Equivalencias
- 1 milla romana (1481 metros) = 1/3 legua romana (4443 metros)
- 1 milla estatutaria = 1609,344 metros
- 1 milla estatutaria = 8 furlongs
- 1 milla estatutaria = 80 cadenas
- 1 milla estatutaria = 320 rods
- 1 milla estatutaria = 1760 yardas
- 1 milla estatutaria = 5280 pies

## Milla de agrimensura
Llamada Survey Mile en inglés, es usada por el Public Land Survey System (Sistema Público de Agrimensura de Tierras) de los Estados Unidos; equivale a 5280 pies de agrimensura, aproximadamente 1609 metros.

## Milla náutica
Se introdujo en la navegación hace siglos, y fue adoptada (con muy ligeras variaciones) por todos los países occidentales, siendo definida como la longitud de un arco de un minuto (1') de meridiano terrestre. Una milla náutica equivale a 1852 metros.

## Históricas

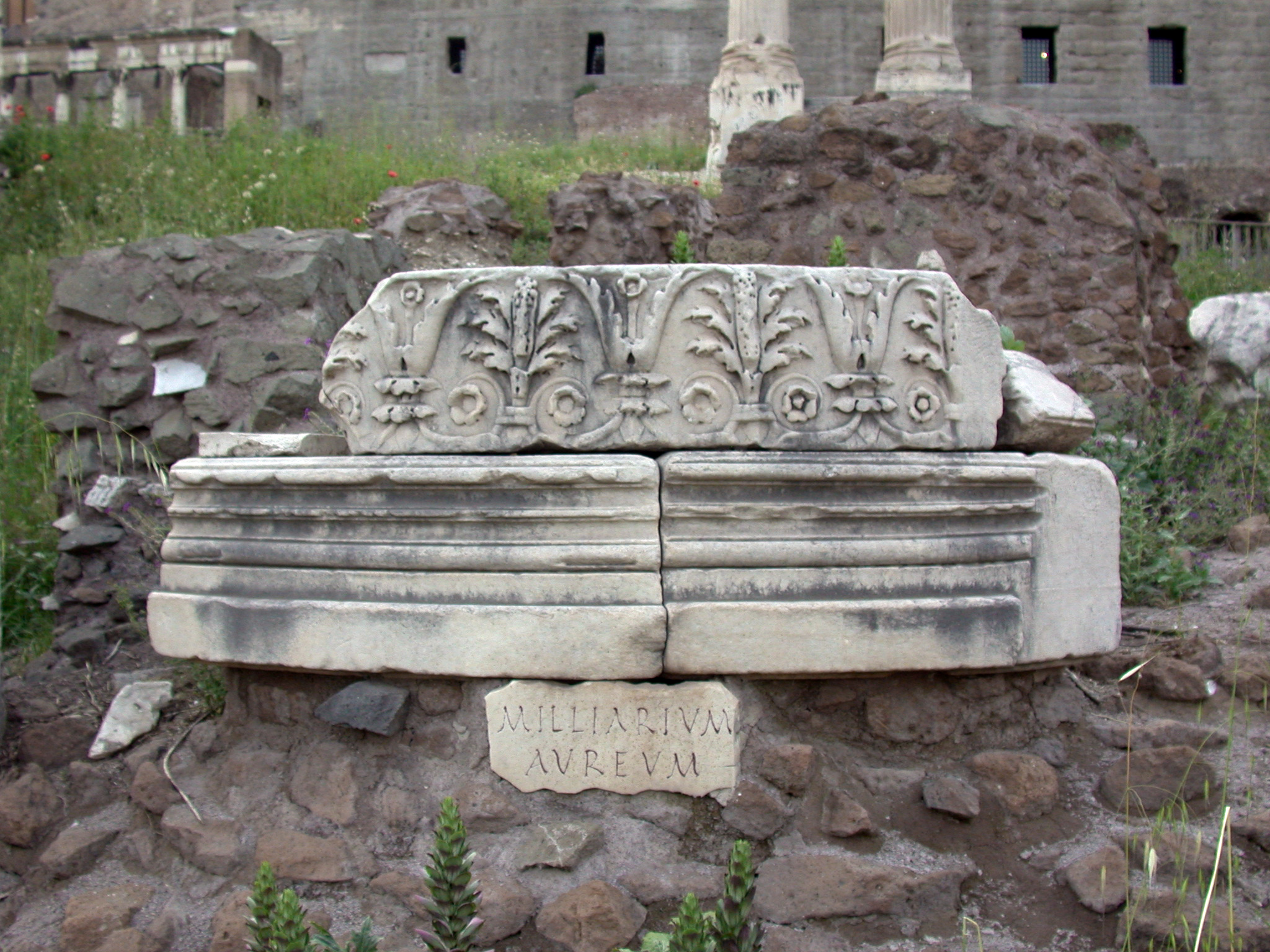
Los restos del hito dorado, el marcador de la milla cero de la red de caminos romanos, en el Foro Romano.

### Romana
La milla romana (mille passus, lit. "mil pasos"; abbr. m.p.; también milia passuum y mille) consistía en mil pasos, medidos por cada dos pasos, como la distancia total del pie izquierdo golpeando el suelo 1000 veces. Los antiguos romanos, al marchar sus ejércitos a través de un territorio inexplorado, a menudo clavaban un palo tallado en el suelo después de cada 1000 pasos. Las legiones romanas bien alimentadas y conducidas con buen tiempo creaban, pues, millas más largas. La distancia se estandarizó indirectamente con el establecimiento por parte de Agripa de un pie romano estándar (el del propio Agripa) en el año 29 AC, y la definición de un paso como 5 pies. Una milla imperial romana denotaba así 5000 pies romanos. Los agrimensores y los equipos especializados, como la decempeda y la dioptra, difundieron su uso.
En los tiempos modernos, se estimó empíricamente que la milla romana imperial de Agripa tenía una longitud de unos 1618 yardas, ligeramente inferior a las 1760 yardas de la milla internacional moderna.
En el áreas helénicas del Imperio, la milla romana (griego: μίλιον, mílion) se utilizaba junto a las unidades griegas nativas como equivalente a 8 estadios de 600 pies griegos. El mílion continuó utilizándose como unidad bizantina y también se utilizó como nombre del marcador del kilómetro cero del Imperio bizantino, el Milion, situado en la cabecera del Mese cerca de Santa Sofía.
La milla romana también se extendió por toda Europa, con sus variaciones locales dando lugar a las diferentes unidades a continuación.
También surge de la milla romana el hito. Todos los caminos partían del Foro Romano por todo el Imperio: 50 000 millas (romanas) de caminos empedrados. En cada milla se colocó una piedra con forma. Originalmente, estos eran obeliscos hechos de granito, mármol o cualquier piedra local disponible. En estos fue tallado un número romano, indicando el número de millas desde el centro de Roma (el Foro). Por lo tanto, uno siempre sabía qué tan lejos estaba de Roma.

### Italiana
La milla italiana (miglio, pl.  miglia) se consideraba tradicionalmente una continuación directa de la milla romana, igual a 1000 pasos, aunque su longitud real a lo largo del tiempo o entre regiones podría variar mucho. A menudo se usaba en contextos internacionales desde la Edad Media hasta el siglo XVII. y por lo tanto también se la conoce como "milla geográfica", si bien en la actualidad la milla geográfica es una unidad estándar distinta.

### Árabe
La milla árabe (الميل, al-mīl) no era la unidad árabe común de longitud; en cambio, los árabes y los persas usaban tradicionalmente la parasang más larga o "liga árabe". La milla árabe fue, sin embargo, utilizada por geógrafos y científicos medievales y constituyó una especie de precursor de la náutica o milla geográfica. Extendió la milla romana para adaptarse a una aproximación astronómica de 1 minuto de arco de latitud medida directamente de norte a sur a lo largo de un meridiano. Aunque el valor exacto de la aproximación sigue en disputa, estaba entre 1,8 y 2,0 km.

### Inglesa
La "antigua milla inglesa" de los períodos medieval y período moderno temprano varió, pero parece haber medido alrededor de 1,3 millas internacionales (2,1 km). La antigua milla inglesa variaba a lo largo del tiempo y la ubicación dentro de Inglaterra. La antigua milla inglesa también se ha definido como 79 200 o 79 320 pulgadas (1,25 o 1,2519 millas terrestres). Los ingleses continuaron durante mucho tiempo los cálculos romanos de la milla como 5000 pies, 1000 pasos u 8 divisiones más largas, que equipararon con la longitud de su "surco" o furlong.
Los orígenes de las unidades inglesas son "extremadamente vagos e inciertos", pero parece haber sido una combinación del sistema romano con el británico y los sistemas germánicos, ambos derivados de múltiplos del grano de cebada (circa 1300). Composición de yardas y perchas, un estatuto de fecha incierta generalmente considerado como una promulgación de Eduardo I o II, teóricamente continuó derivando unidades inglesas de tres granos de cebada "secos y redondo" a la pulgada y este estatuto permaneció en vigor hasta la Ley de Pesos y Medidas de 1824 que estableció el Sistema imperial. En la práctica, las medidas oficiales se verificaron usando los estándares en el Tesoro o simplemente se ignoraron. Probablemente durante el reinado de Edgard en el siglo X, el prototipo estándar físico nominal de longitud inglesa era una barra de hierro del largo de un brazo (una vara de medir) en posesión del rey en Winchester; el pie era un tercio de esta longitud. Se dice que Enrique I hizo un nuevo estándar en 1101 basado en su propio brazo. Tras la emisión de la Carta Magna, los barones del Parlamento ordenaron a John Lackland y a su hijo que mantuvieran la medida estándar del rey (Mensura Domini Regis) y peso en el Exchequer, que posteriormente verificó los estándares locales hasta su abolición en el siglo XIX. Se sabe que se construyeron nuevos estándares de latón bajo Enrique VII e Isabel I.
El Customs of London (c. 1500) de Arnold da cuenta de una milla más corta que las anteriores, equivalente a 0.947 millas internacionales (5000 pies) o 1.524 km.

#### Estatutaria
La milla estatutaria inglesa fue promulgada mediante un Acta del Parlamento de Pesos y Medidas en 1593 durante el reinado de la reina Isabel I. El acta sobre Composition of Yards and Perches había acortado la longitud del pie y sus medidas asociadas, haciendo que los dos métodos de determinación de la milla divergieran. A causa de la importancia de la vara del topógrafo en y relevamientos realizados durante el reinado de Enrique VIII, la reducción de la longitud de la vara en 1⁄11 hubiera resultado en un incremento significativo de los impuestos sobre las tierras. En cambio, el Parlamento optó por mantener la milla de 8 estadios (que se derivaron de la vara) y aumentar el número de pies por milla del antiguo valor romano. El pasaje aplicable del estatuto dice: "Una milla contendrá ocho estadios, cada estadio cuarenta Poles, ("Pole" es otra forma de referirse a la vara) y cada Pole debe contener dieciséis pies y medio." La milla estatutaria por lo tanto contenía 5280 pies o 1760 yardas. La distancia no se adoptó uniformemente. Robert Morden tenía múltiples escalas en sus mapas del siglo XVII que incluían valores locales continuos: su mapa de Hampshire, por ejemplo, tenía dos "millas" diferentes con una proporción de 1 : 1.23 y su mapa de Dorset tenía tres escalas con una proporción de 1 : 1.23 : 1.41. En ambos casos, las unidades locales tradicionales permanecieron más tiempo que la milla estatutaria. La milla estatutaria inglesa fue reemplazada en 1959 por la milla internacional por acuerdo internacional.

### Galesa
La milla galesa (milltir o milldir) medía 3 millas internationales y 1.470 yardas de largo (6,17 km). Constaba de 9.000 ritmos (cam), cada uno de 3 pies galeses (troedfedd) de 9 pulgadas (modfeddi). (La pulgada galesa generalmente se considera equivalente a la pulgada inglesa). Junto con otras unidades galesas, se dijo haber sido codificada por Dyfnwal el Calvo y Silencioso y retenidas sin cambios por Hywel el Bueno. Junto con otras unidades galesas, se suspendió después de la Conquista de Gales por los ingleses bajo Eduardo I en el siglo XIII.

### Escocesa

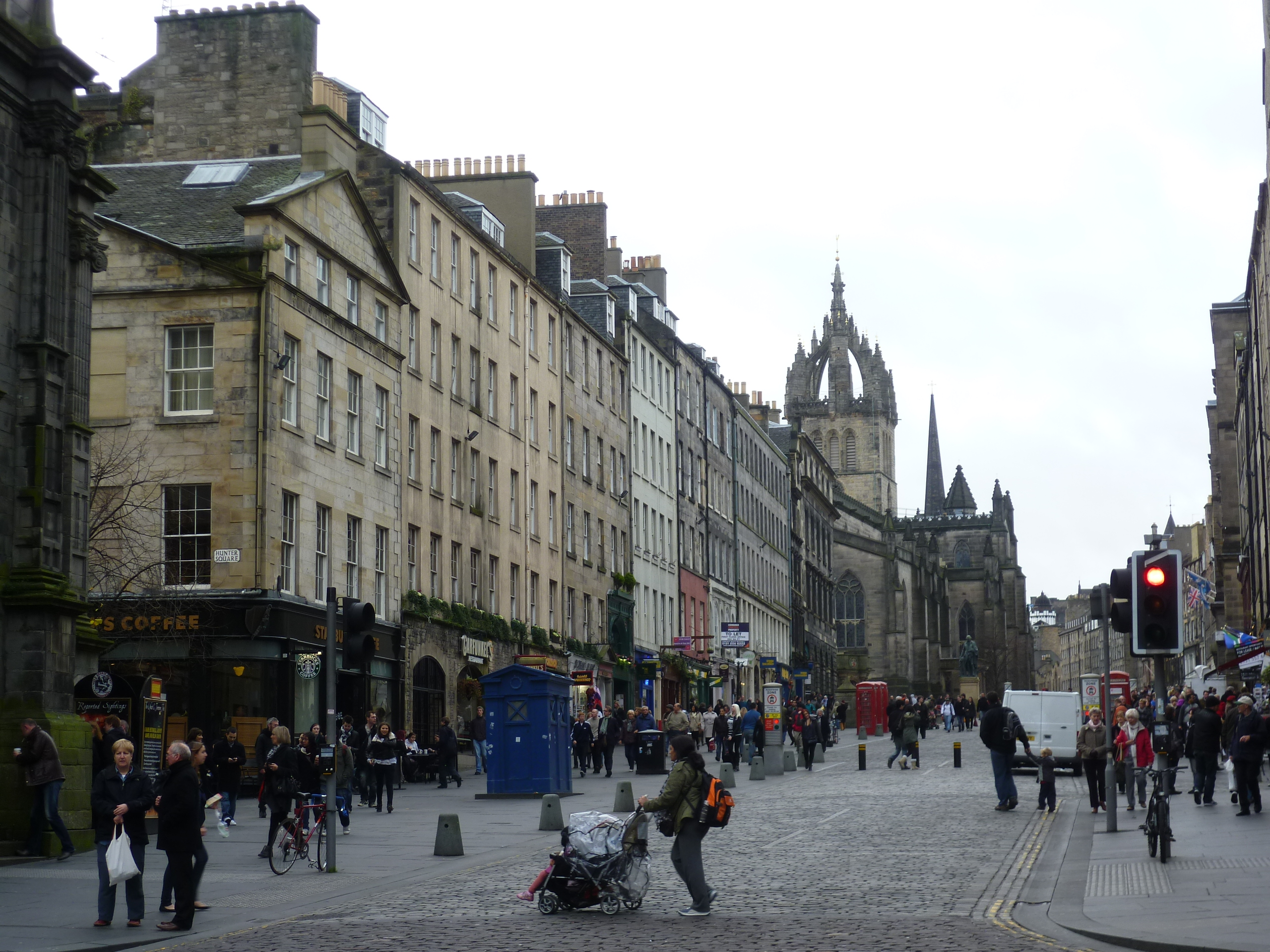
La Milla real de Edimburgo —que iba desde el castillo de Edimburgo hasta la abadía de Holyrood— es aproximadamente la longitud de una milla escocesa.

La milla escocesa era más larga que la milla inglesa, según menciona Robert Burns en el primer verso de su poema "Tam o' Shanter". La misma representaba 8 furlongs escoceses divididos en 320 falls o faws (varas escocesas). Variaba de un lugar a otro, pero las equivalencias más aceptadas son 1,976 yardas imperiales (1,123 millas estatutarias o 1,81 km).
Fue abolida en forma legal tres veces: la primera mediante un acta de 1685 del Parlamento de Escocia, nuevamente mediante el Tratado de Unión de 1707 con Inglaterra, y finalmente por el Weights and Measures Act 1824. Continuó en uso como unidad consuetudinaria durante el siglo XVIII, pero se volvió obsoleto por su abolición final.

### Irlandesa

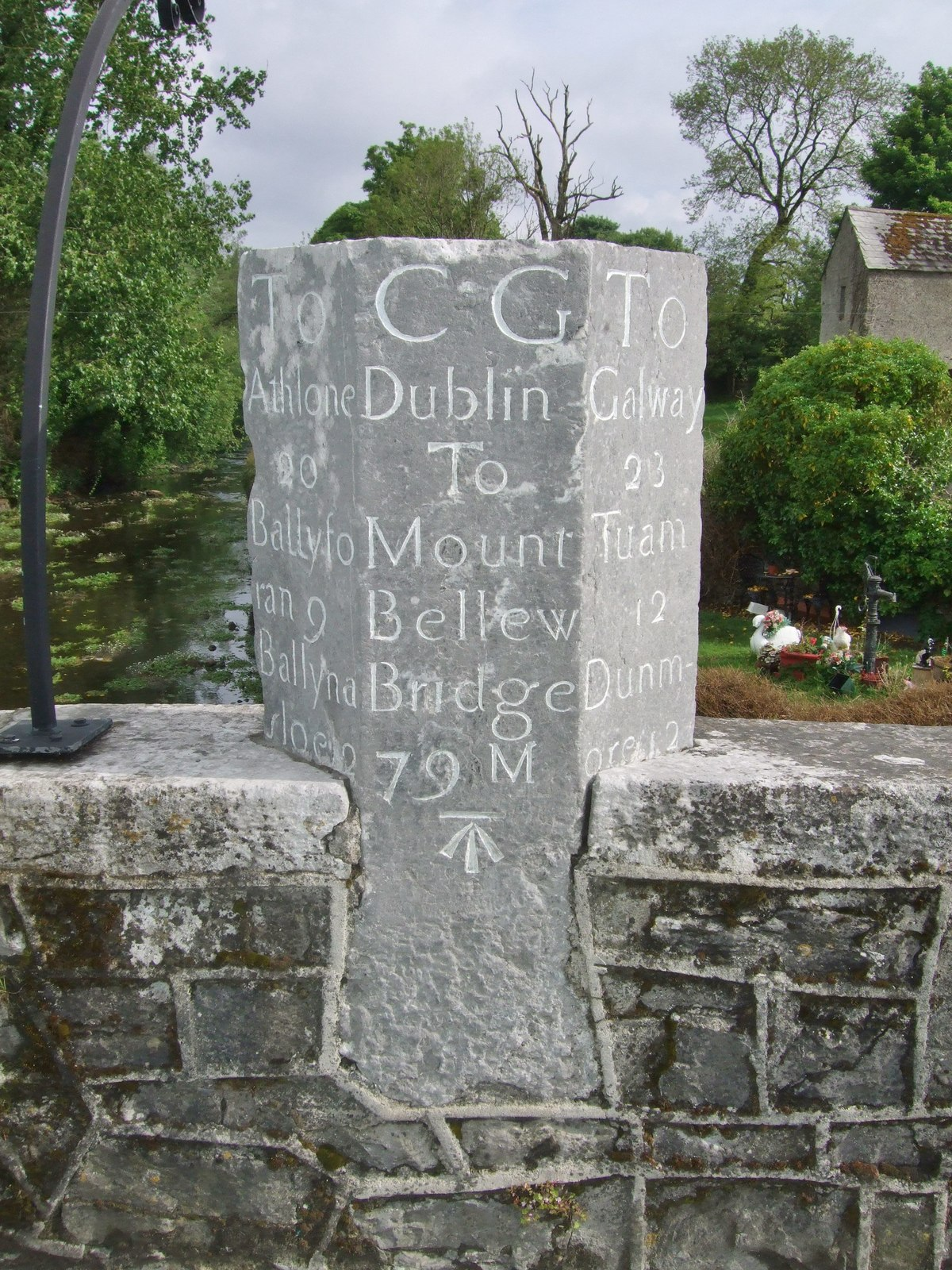
Hito en el puente Mountbellew, erigido c. 1760. Las distancias se dan en millas irlandesas.

La milla irlandesa (míle o míle Gaelach) medía 2240 yards: approximadamente 1.27 millas estatutuarias o 2.048 kilómetros. Fue utilizada en Irlanda desde las plantaciones del siglo XVI hasta el siglo XIX, con uso residual a comienzos del siglo XX. Las unidades estaban basadas en la "medida inglesa" pero utilizaban una linear perch que medía 7 yardas en contraposición con la vara inglesa de 5,5 yardas.

### Neerlandesa

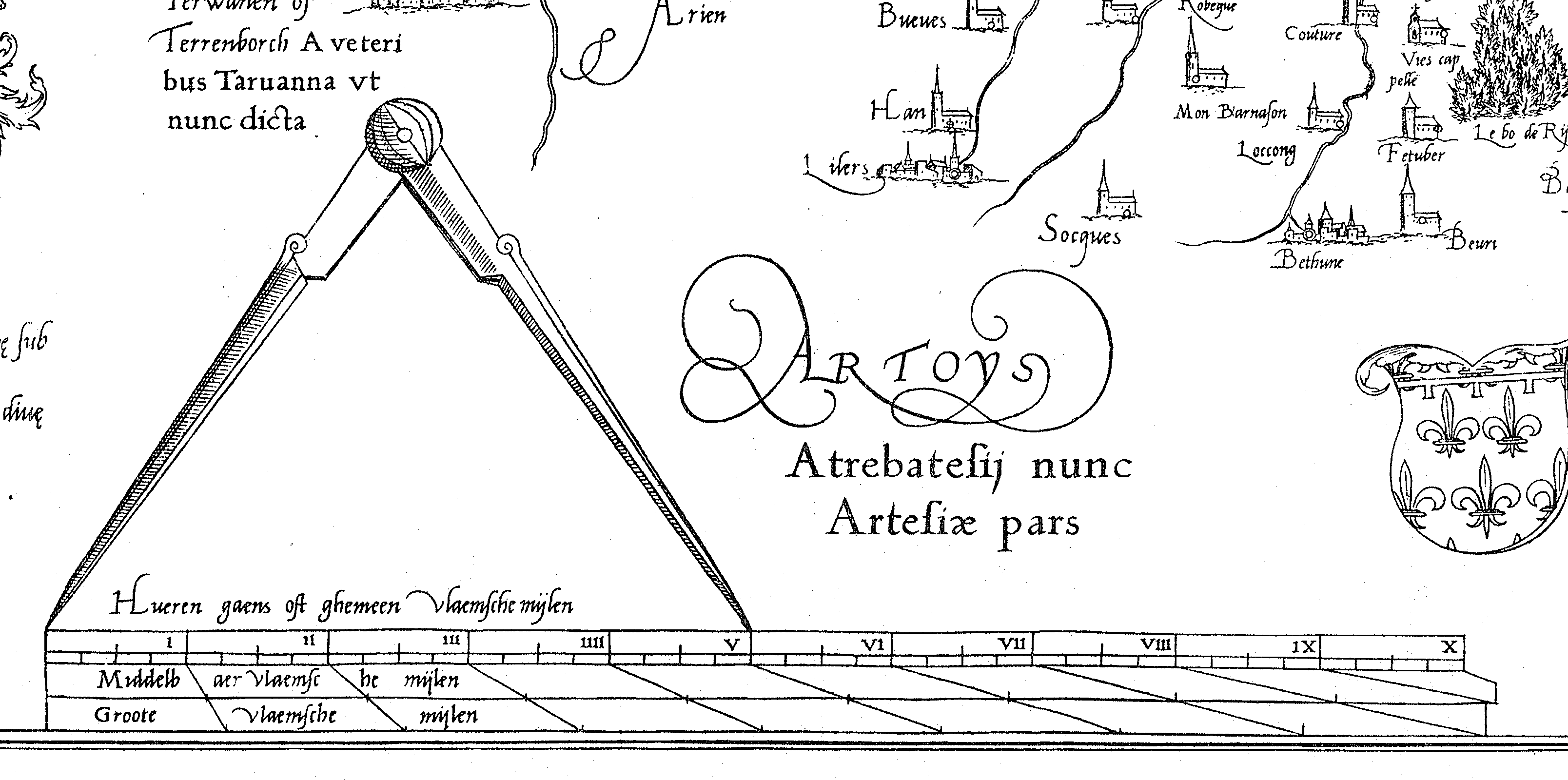
Barra de escala en un mapa del realizado por Mercator. La barra de escala se expresa en "Horas caminando o millas flamencas comunes", e incluye tres escalas reales: millas flamencas pequeñas, medianas y grandes.

La milla holandesa (mijl) ha tenido diferentes definiciones a lo largo de la historia. Una de las definiciones más antiguas era 5.600 ells. Pero la longitud de un ell (codo) no estaba estandarizada, por lo que la longitud de una milla podía oscilar entre 3.280 y 4.280 metros. La milla neerlandesa también ha tenido definiciones históricas de una hora de caminata (uur gaans), lo que significaba alrededor de 5 km, o 20,000 pies de Ámsterdam o Renania (respectivamente 5,660 m o 6,280 m) . Además de la milla neerlandesa común, también existe la milla geográfica. 15 millas holandesas geográficas equivalen a un grado de longitud en el ecuador. Su valor cambió a medida que la circunferencia de la tierra se estimó con mayor precisión. Pero en el momento de su uso, rondaba los 7.157 m. El sistema métrico se introdujo en los Países Bajos en 1816, y la milla métrica se convirtió en sinónimo del kilómetro, siendo exactamente 1000 m. Desde 1870, el término mijl fue reemplazado por el equivalente kilómetro. Hoy en día, la palabra mijl ya no se usa, excepto como parte de ciertos proverbios y términos compuestos como mijlenver ("millas de distancia ").

### Alemana

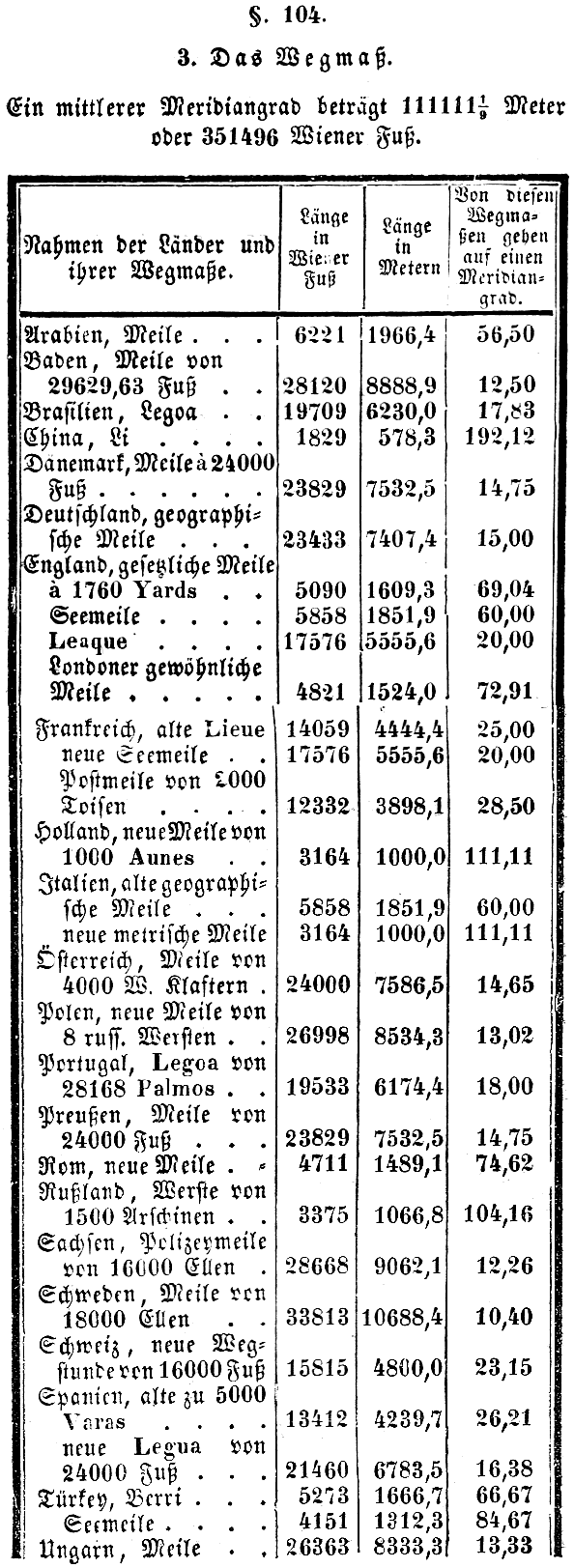
Varias millas y leguas históricas de un libro de texto austriaco de 1848, expresadas en pies, metros, y fracciones de un "grado de meridiano"

La milla alemana (Meile) medía 24 000 pies alemanes. La milla austríaca estandarizada usada en el sur de Alemania y en el Imperio Austríaco medía 7.586 km; la milla prusiana usada en el norte de Alemania medía 7.5325 km. Luego de su estandarización por Ole Rømer a fines del siglo XVII, la milla danesa (mil) era precisamente igual a la milla prusiana y también dividida en 24 000 pies. A veces se trataban como equivalentes a 7,5 km. Los valores anteriores habían variado: el Sjællandske miil, por ejemplo, había sido de 11,13 km. Los alemanes también usaron una versión más larga de la milla geográfica.

### Breslau
La milla de Breslau, usada en Breslau, y desde 1630 de manera oficial en toda Silesia, es igual a 11 250 ells, o unos 6700 metros. Esta milla era equivalente a la distancia desde la Puerta Piaskowa hasta el Psie Pole (Hundsfeld). La milla estándar de Breslau se determinó trazando un círculo con un radio de 5 ells que pasa por la isla Piaskowa, Ostrów Tumski y sendas suburbanas, y que atraviesa ocho puentes.

### Sajona
La milla postal sajona (kursächsische Postmeile o Polizeimeile, introducida con motivo de un estudio de las carreteras sajonas en el 1700, correspondía a 2000 varas de Dresde, equivalente a 9.062 kilómetros.

### Húngara
La milla húngara (mérföld o magyar mérföld) varió de 8.3790 km a 8.9374 km antes de ser estandarizada como 8.3536 km.

### Portuguesa
La milla portuguesa (milha) utilizada en Portugal y Brasil era de 2,0873 km antes de utilizar el sistema métrico.

### Rusa
La milla rusa (миля o русская миля, russkaya milya) era equivalente a 7.468 km, y estaba conformada por 7 verstá.

### Croata
La milla croata (hrvatska milja), ideada por primera vez por el jesuita Stjepan Glavač en un mapa de 1673, es la longitud de un arco del ecuador subtendido por 110° o 11,13 km exactamente. La milla croata anterior, ahora conocida como "milla ban" (banska milja), había sido la milla austriaca mencionada anteriormente.

### Otomana
La milla otomana medía 1894.35 m (1.17709 mi), lo cual era igual a 5000 pies otomanos. Luego de 1933, la milla otomana fue reemplazada por la milla turca moderna (1853.181 m).